# Esporte Clube Lageado
Esporte Clube Lageado foi um clube brasileiro de futebol da cidade de Porto Alegre, Rio Grande do Sul.
Com as suas cores sendo o azul e o amarelo, o clube foi fundado em 25 de novembro de 1955 por um grupo de moradores da zona sul de Porto Alegre e rapidamente ganhou destaque no futebol amador da região metropolitana.
Disputou a Segunda Divisão de profissionais de 1999 até 2000, terminando na sexta colocação.